# Glenn Howerton
Glenn Franklin Howerton III, född 13 april 1976, är en amerikansk skådespelare. Han är bland annat känd från It's Always Sunny in Philadelphia där han spelar rollen som "Dennis Reynolds. Howerton har även skrivit seriens manus och är dess exekutiva producent. Han har även spelat rollen som "Corey Howard" i den kortlivade situationskomedin That '80s Show.

## Filmografi i urval
- 2002 – That '80s Show (TV-serie)
- 2008 – The Strangers
- 2009 – Crank: High Voltage
- 2005–2025 – It's Always Sunny in Philadelphia (TV-serie) (även manus och produktion)
- 2013–2017 – The Mindy Project (TV-serie) (13 avsnitt)
- 2014 – Fargo (TV-serie)
- 2018–2021 – AP Bio (TV-serie)
- 2020 – The Hunt
- 2025 – Sirens (TV-serie)